# Thyasira croulinensis
Thyasira croulinensis är en musselart som beskrevs av John Gwyn Jeffreys 1874. Thyasira croulinensis ingår i släktet Thyasira och familjen Thyasiridae. Inga underarter finns listade i Catalogue of Life.